# L'Intrépide (film, 1975)
Pour les articles homonymes, voir L’Intrépide.
Pour plus de détails, voir Fiche technique et Distribution.
L'Intrépide est un film français réalisé par Jean Girault, sorti en 1975.
Il s'agit du troisième film de Jean Girault avec Louis Velle comme acteur principal. Les autres collaborations sont Le Permis de conduire en 1973 et Les Murs ont des Oreilles en 1974. Michel Galabru a également tourné de nombreux films avec Jean Girault. Les dialogues sont de Jacques Vilfrid qui signa de nombreux dialogues des films de Jean Girault. 
Le directeur de la photographie est Guy Suzuki qui collabora à plusieurs reprises avec Jean Girault. La musique a été composée par Raymond Lefevre, qui a signé la musique de presque tous les films de Jean Girault.

## Synopsis
Didier Dancourt, un chirurgien, sauve la vie de Franck Canello, un truand blessé lors d'un règlement de comptes. Par reconnaissance, le truand découvrant que le chirurgien est sur le point d'épouser une femme égoïste et capricieuse, Lydia, prend l'initiative de l'en débarrasser en la faisant assassiner. Celle-ci doit partir par le Train bleu pour Nice, mais changeant d'idée au dernier moment, elle cède sa réservation à une autre femme : Sophie, une jeune journaliste.
Découvrant le projet d'assassinat après que le truand ait quitté la clinique, Didier Dancourt se précipite à la gare et monte in extremis dans le train. Il se trouve alors face à Sophie, et sans l'informer du risque mortel qu'elle court, va s'ingénier à la protéger.

## Fiche technique
- Réalisation : Jean Girault
- Scénario : Jean Girault, André Versini
- Photographie : Guy Suzuki
- Cadreur : Christian Darraux
- Montage : Michel Lewin
- Musique : Raymond Lefevre
- Son : Paul Lainé
- Décors : Sydney Bettex
- Costumes : Pierre Faivret
- Scripte : Colette Robin
- Photographe de plateau : Charles Bébert
- Producteur exécutif : Simone Allouche
- Directeur de production : Guy Azzi
- Société de production	: Les Films de La Boétie
- Société de distribution : Les Films de La Boétie
- Pays de production  :   France
- Format : couleur  - Son mono
- Genre : comédie
- Durée : 90 minutes
- Date de sortie : 
  - France : 13 juin 1975

## Distribution
- Louis Velle : Didier Dancourt, l'intrépide
- Claudine Auger : Sophie
- Juliette Mills : Lydia Valentin
- Michel Galabru : Leonardos
- Roger Hanin : Franck Canello
- Jacques Balutin : un contrôleur
- Guy Delorme : un complice de Franck Canello
- Jacques Legras : un contrôleur
- Dominique Zardi
- Henri Attal
- Philippe Dumat : Gérard, le photographe
- Yves Barsacq : le commissaire
- Stéphane Bouy : Palmieri, le tueur
- Évelyne Dassas
- Robert Lombard : l'antiquaire
- Hélène Manesse
- Jean Mylonas
- Robert Party :
- Jean-Louis Tristan
- Jean Valmence
- Hans Verner
- Lionel Vitrant
- Alice Sapritch (non créditée)

## Lieux de tournage
Le film a été tourné essentiellement sur la Côte d'Azur pour les extérieurs.
L’entrée de l’immeuble où habite Sophie se situe dans l’immeuble "palais du soleil" au 6 rue Joseph Kosma à Nice.
Gare Thiers à Nice.
Siège du journal Nice-matin qui se trouvait avenue Jean Medecin à l’époque. 
La Clinique de Didier Dancourt située à Paris dans le film est une clinique de Cannes. Les scènes sont tournées à Nice dans le centre-ville : Cours Saleïa, avenue Félix Faure, Avenue de Verdun, Quartier des Musiciens. 
La Villa du milliardaire grec Leonardos (joué par Michel Galabru) est la villa Médy Roc, avenue Kennedy au Cap d'Antibes pour les extérieurs.
Le bateau de Léonardos est ancré dans le port de Villefranche sur Mer. Les scènes de poursuite en canot automobile sont tournées dans la baie de Juan entre Juan les Pins et Golfe-Juan.
Les scènes de l'auberge de l'arrière-pays sont tournées aux environs de Pégomas et Auribeau sur Siagne. 

## Autour du film
Le film recèle de nombreux seconds rôles assurés par Jacques Balutin et Jacques Legras (Contrôleurs SNCF), Roger Hanin (un truand : Canello) ou Alice Sapritch.